# Tony deBrum
Pour les articles homonymes, voir Brum.
Tony deBrum (né le 25 février 1945 à Likiep (Îles Marshall) et mort le 22 août 2017 à Majuro (Îles Marshall)), est un homme politique marshallais.

## Biographie
Ministre des Affaires étrangères des Îles Marshall de 1979 à 1987 et du 9 janvier 2008 (succédant à Gerald Zackios) à février 2009 (il avait franchement critiqué le président Litokwa Tomeing). À partir de 2012, Tony deBrum est « Minister in Assistance to the President » dans le cabinet de Christopher Loeak.
Tony DeBrum s'occupe du changement et du réchauffement climatiques qui causent l'élévation du niveau de la mer depuis des décennies. Cette élévation menace l'existence des Îles Marshall.
Pendant la Conférence de Paris sur le climat (décembre 2015), Tony deBrum a réussi à former une nouvelle coalition entre Pays développés et Pays en développement, la « high ambition coalition ».
Tony deBrum reçoit le Right Livelihood Award d'honneur, prix Nobel alternatif, en 2015 pour son action en faveur du désarmement nucléaire.

## Hommages
Son nom est donné à la déclaration relative aux négociations à l' Organisation maritime internationale présentée par 36 pays au One Planet Summit à Paris en décembre 2017, ralliée depuis par 48 pays et qui a contribué à l'adoption le 13 avril 2018 de la stratégie initiale de l'OMI sur la réduction des gaz à effet de serre des navires.